# Elnur Amanov
Elnur Sakit oğlu Amanov (ur. 13 lipca 1977) – azerski zawodnik taekwondo, czterokrotny medalista mistrzostw Europy.
Czterokrotnie zdobył medale mistrzostw Europy w kategorii do 58 kg. Po raz pierwszy na podium tych zawodów stanął w 2002 roku w Samsun, zdobywając brązowy medal. W 2004 roku w Lillehammer i w 2005 roku w Rydze został wicemistrzem Europy, a w 2008 roku w Rzymie zdobył złoty medal.
We wrześniu 2006 roku zajął trzecie miejsce w zawodach Pucharu Świata w Bangkoku.
Sześciokrotnie uczestniczył w mistrzostwach świata w latach 1995–2009, jednak ani razu nie został ich medalistą. Najlepszy rezultat osiągnął w 2005 roku, na mistrzostwach w Madrycie – dotarł wówczas do ćwierćfinału. 
Dwukrotnie stanął na podium wojskowych mistrzostw świata w kategorii wagowej do 54 kg – w 1999 roku w Karlovacu zdobył brąz, a dwa lata później w Woensdrecht srebro.
Był jednym z członków komitetu organizacyjnego igrzysk europejskich w Baku w 2015 roku. Za organizację został nagrodzony dyplomem honorowym przez prezydenta Azerbejdżanu, İlhama Əliyeva.